# Эльбе, Дженни
Дженни Эльбе (нем. Jenny Elbe; род. 18 апреля 1990, Карл-Маркс-Штадт) — немецкая легкоатлетка, выступающая в тройном прыжке, участница Олимпиады 2016.

## Биография и карьера
Начала заниматься лёгкой атлетикой в 8 лет. Дебютировала на международной арене в 2008 году на чемпионате мира среди юниоров в Быдгоще, где заняла 10 место. В 2015 году на Универсиаде в Кванджу стала серебряным призёром. Окончила Дрезденский технический университет.

## Основные результаты
| Год  | Соревнование                    | Место проведения         | Место  | Результат |
| ---- | ------------------------------- | ------------------------ | ------ | --------- |
| 2008 | Чемпионат мира среди юниоров    | Быдгощ, Польша           | 10     | 13,01 м   |
| 2009 | Чемпионат Европы среди юниоров  | Нови-Сад, Сербия         | 3      | 13,55 м   |
| 2011 | Чемпионат Европы среди молодёжи | Острава, Чехия           | 4      | 13,73 м   |
| 2011 | Летняя Универсиада              | Шэньчжэнь, Китай         | 8      | 13,73 м   |
| 2012 | Чемпионат Европы                | Хельсинки, Финляндия     | 14 (q) | 13,98 м   |
| 2013 | Чемпионат Европы в помещении    | Гётеборг, Швеция         | 7      | 13,81 м   |
| 2014 | Чемпионат Европы                | Цюрих, Швейцария         | 11     | 13,68 м   |
| 2015 | Летняя Универсиада              | Кванджу, Южная Корея     | 2      | 13,86 м   |
| 2016 | Чемпионат Европы                | Амстердам, Нидерланды    | 7      | 14,08 м   |
| 2016 | Летние Олимпийские игры         | Рио-де-Жанейро, Бразилия | 13 (q) | 14,02 м   |
| 2017 | Чемпионат Европы в помещении    | Белград, Сербия          | 6      | 14,12 м   |